# Nikola Ljubičić
Nikola Ljubičić (v srbské cyrilici Никола Љубичић; 4. listopadu 1916, Karan u Užice – 13. dubna 2005, Bělehrad) byl jugoslávský komunistický politik srbské národnosti. Během druhé světové války se účastnil partyzánského boje a za své činy získal později titul Hrdiny lidu Jugoslávie. V poválečném období byl aktivním politikem. V letech 1967 až 1982 zastával funkci Svazového sekretáře lidové obrany (de facto ministra obrany). V té ho pak vystřídal Branko Mamula. V letech 1982 až 1984 byl předsedou předsednictva Socialistické republiky Srbsko (titulární hlavou státu republiky v rámci SFRJ). V závěru 80. let se tento dřívější Titův spolupracovník stal významným podporovatelem politiky Slobodana Miloševiće. [zdroj?] V letech 1984–1989 byl srbským zástupcem v Předsednictvu SFRJ.

### Reference

Nikola Ljubičić

## Vyznamenání
- velkokříž Řádu prince Jindřicha – Portugalsko, 28. července 1976[1]